# Hobøl
Hobøl é uma comuna da Noruega, com 140 km² de área e 4 504 habitantes (censo de 2004).         